# Дрейпер, Уильям Генри
Уильям Генри Дрейпер (англ. William Henry Draper; 11 марта 1801, Лондон, Великобритания — 3 ноября 1877, Торонто) — канадский государственный деятель и судья. Один из основателей Консервативной партии Канады, генеральный прокурор и один из первой пары премьеров Соединённой Канады в 1841—1842 годах (вторично — в 1843—1847 годах). После ухода из политики — член Королевского суда Верхней Канады.

## Юность и начало карьеры
Уильям Генри Дрейпер родился в 1801 году близ Лондона в семье священника и получил домашнее образование. В 15 лет сбежал из дома, нанялся на корабль Ост-Индской компании и как минимум дважды совершил рейс в Индию, прежде чем в 1820 году осесть в Верхней Канаде — одной из британских колоний в Америке. В первые годы после этого он жил в доме влиятельного оранжиста Джона Коверта, некоторое время преподавал в школе. Затем Дрейпер занялся изучением законов и после периода практики в юридической конторе Дж. С. Боултона получил адвокатскую лицензию в 1828 году. Проработав некоторое время в фирме Джона Беверли Робинсона в Йорке (Торонто), он основал собственное дело на паях с Кристофером Хагерманом — на то время генеральным стряпчим.
Дрейпер быстро составил себе репутацию умелого адвоката-тори, за красноречие получив прозвище «Сладкий Уильям», и обзавёлся многочисленной клиентурой. Он сблизился с социальной элитой Верхней Канады, известной как «Семейный пакт». По настоянию Робинсона молодой юрист начал участвовать в политической жизни колонии и в 1836 году как кандидат от тори уверенно победил на выборах в торонтском округе соперника-реформиста Дж. Э. Смолла, став членом консервативного большинства в законодательной ассамблее Верхней Канады. Уже в первую свою сессию в парламенте Дрейпер проявил себя как более гибкий политик, чем большинство тори старой закалки. Его деятельность снискала ему поддержку общины верующих уэслейской церкви, которую он сохранял на протяжении всей дальнейшей политической карьеры. Благодаря протекции членов «Семейного пакта» уже в декабре 1836 года Дрейпер стал членом Исполнительного совета (колониальный аналог кабинета министров), а в марте 1837 года — генеральным стряпчим Верхней Канады.

## Правительство Верхней Канады и первое премьерство Соединённой Канады
Когда в конце 1837 года вспыхнуло восстание Уильяма Лайона Маккензи, обеспокоенный возможностью атаки на правительственные учреждения генерал-губернатор Фрэнсис Хед спрятал свою семью в доме Дрейпера. После подавления восстания Дрейпер как генеральный стряпчий отвечал за проведение многочисленных судебных процессов против мятежников. В это время по инициативе британского колониального ведомства начался процесс объединения Верхней и Нижней Канады, и Дрейпер, озабоченный падением влияния традиционных политических структур тори, начал работу по созданию более организованной консервативной партии. По его замыслу, она должна была занять на политической карте место между радикальными тори и реформистами под руководством Роберта Болдуина, чьи позиции, как считал Дрейпер, подрывали связь колонии с Великобританией. Его политические амбиции обернулись для него враждебным отношением обеих сторон, видевших в нём, по словам историка Джорджа Меткалфа, лишь нового марионетку генерал-губернатора Томсона.
В феврале 1840 года Дрейпер сменил Хагермана на посту генерального прокурора Верхней Канады. Однако когда создание Соединённой провинции Канада год спустя завершилось, генерал-губернатор Томсон (теперь барон Сиденхен) предпринял максимум усилий по ликвидации всех существующих политических сил в новой провинции и их замене на лояльную ему «умеренную» партию. Дрейпер, сохранивший пост генерального прокурора, вошёл также (вместе с Сэмюэлом Гаррисоном) в первую пару премьеров Канады, однако реально за ним стояла в парламенте лишь группа из четырёх-пяти единомышленников; основную поддержку Сиденхем оказывал Гаррисону — лидеру умеренных либералов. Дрейпер, по сути оказавшийся в изоляции, собирался уже подать в отставку, когда Сиденхем скончался.
С преемником Сиденхема, Чарльзом Бэготом, Дрейперу удалось найти точки соприкосновения, и он вскоре стал основным союзником генерал-губернатора в законодательном собрании. Тем не менее, его пребывание на посту премьера оказалось недолгим. В это время основной темой повестки дня в парламенте было ответственное правительство; летом 1842 года Дрейпер сообщил Бэготу, что в целях обеспечения поддержки законодателей в правительство необходимо ввести депутатов от Нижней (Восточной) Канады во главе с Луи-Ипполитом Лафонтеном и что ради этого он с остальными министрами-тори готов уйти в отставку. 15 сентября был достигнут удобный для Бэгота компромисс — сформировано правительство во главе с Лафонтеном и Болдуином, а Дрейпер ушёл в отставку. На некоторое время он полностью расстался с политикой, вновь посвятив себя юриспруденции.

## Второе премьерство
Когда Бэгот скончался в 1843 году, новый генерал-губернатор Чарльз Меткалф не смог наладить сотрудничество с правительством Лафонтена и Болдуина, и оно подало в отставку. Первоначально Меткалф попытался сформировать новый кабинет, пользующийся поддержкой большинства в парламенте, но не преуспел и назначил Дрейпера главой временного правительства. Оно проработало почти год в составе всего из трёх министров; в течение этого времени Дрейпер и его союзник из Восточной Канады Дени-Бенжамен Виже безуспешно пытались заручиться поддержкой умеренного большинства в парламенте, постоянно подвергаясь там критике за отступление от принципов ответственного правительства. Наконец, осенью 1844 года состоялись новые выборы в законодательное собрание, на которых реформисты Западной Канады потеряли значительную часть голосов. В результате коалиции Дрейпера удалось получить в парламенте незначительное большинство, и он продолжал занимать пост премьера до мая 1847 года.
В этот период Чарльз Меткалф и сменивший его на посту генерал-губернатора лорд Каткарт уделяли мало внимания местной политике, и в результате именно кабинет Дрейпера смог в полной мере реализовать принципы ответственного правительства, за которые ратовали его политические противники. При Дрейпере был принят закон об общественных школах 1846 года — по словам Дж. Меткалфа, первый в Канаде действительно работающий документ на эту тему. Было также законодательно закреплено исключительное право правительства Канады взимать налоги с жителей провинции. В начале 1845 года по ходатайству канадского правительства королева Виктория даровала амнистию участникам восстаний 1837 года. В это же время по инициативе члена кабинета Д.-Б. Папино были сняты действовавшие ограничения на использование французского языка.
Однако минимальное большинство в парламенте было причиной поражений правительства в голосованиях по многим второстепенным вопросам. Наиболее заметным было поражение законопроекта о формировании Университета Верхней Канады, в котором бы объединились Королевский колледж Кингстона и два учебных заведения в Торонто — колледж Виктории и Королевский колледж Торонто. Поскольку последний находился под патронатом англиканской церкви, идея объединения и потери контроля вызвала яростное сопротивление наиболее консервативных тори; правительство не получило в этом вопросе ожидаемой поддержки от реформистской оппозиции и было вынуждено отозвать законопроект под угрозой вотума недоверия. Пытаясь укрепить позиции своего правительства в законодательном собрании, Дрейпер одновременно работал над формированием фракции умеренных консерваторов и пытался заключить союз с отдельными фракциями из числа квебекских реформистов. Он был близок к успеху в начале 1847 года, но сделка так и не состоялась. В условиях, когда новый генерал-губернатор лорд Элгин демонстрировал заинтересованность в сотрудничестве с Лафонтеном и Болдуином, Дрейпер предпочёл 28 мая 1847 года подать в отставку, вторично покончив с политикой. Его сменил на посту премьера тори старой формации Генри Шервуд, а после очередных выборов кабинет снова сформировали реформисты. Идею союза консерваторов Западной Канады и франкоканадцев реализовал в 1850-е годы Джон Александр Макдональд — один из умеренных консерваторов, которых собрал вокруг себя Дрейпер.

## Юридическая и общественная деятельность
После отставки Дрейпер стал рядовым судьёй Королевского суда Верхней Канады, занимая эту должность на протяжении девяти лет. В 1856 году он был назначен председателем суда по гражданским делам Верхней Канады, а в 1863 году занял пост председателя Королевского суда Верхней Канады. В конце 1860-х годов Дрейпер стал председателем высшего апелляционного суда провинции Онтарио в составе Доминиона Канада.
В роли судьи Дрейпер ещё дважды оказывался в центре важных политических событий. В первом случае, в 1857 году, он представлял по просьбе Макдональда Соединённую провинцию Канада перед коронной комиссией, решавшей вопрос о земельных правах Компании Гудзонова залива. Дрейпер убеждал лондонскую комиссию, что передача прав на эти земли государству необходима, чтобы сдержать экспансию США на север; эти доводы впоследствии повлияли на процесс передачи собственности на земли Компании Гудзонова залива Доминиону Канада. Второй случай был связан с иском против правительства Макдональда и Картье в 1858 году. Иск был связан с тем, что консервативный кабинет провёл так называемую «двойную перетасовку» (англ. Double Shuffle). Вместо того, чтобы подать в отставку с депутатских постов с целью проведения перевыборов в своих избирательных округах, все министры были временно назначены на новые посты, а затем возвращены в свои прежние министерства. Несмотря на моральную проблематичность «двойной перетасовки», она на тот момент строго соответствовала букве закона, и Дрейпер счёл возможным принять решение в пользу консерваторов, что повлекло за собой обвинения в сговоре с Макдональдом со стороны реформистов.
Помимо обязанностей судьи, Дрейпер в последний период жизни принимал активное участие в различных общественных организациях. В разное время он занимал председательские должности, среди прочего, в Королевском канадском институте (благотворительной организации, поддерживающей развитие науки), Торонтском обществе Святого Георгия, Филармоническом обществе и Церковной ассоциации епархии Торонто. В 1854 году экс-премьер был произведён в компаньоны ордена Бани.
От брака с Мэри Уайт, заключённого в 1827 году, у Уильяма Дрейпера было несколько детей, один из которых — Уильям Джордж — сам стал известным юристом. В последнее десятилетие жизни здоровье Уильяма Генри Дрейпера заметно ухудшилось, и он умер в ноябре 1877 года.